# Carte géographique
Pour les articles homonymes, voir Carte géographique (papillon) et Carte.

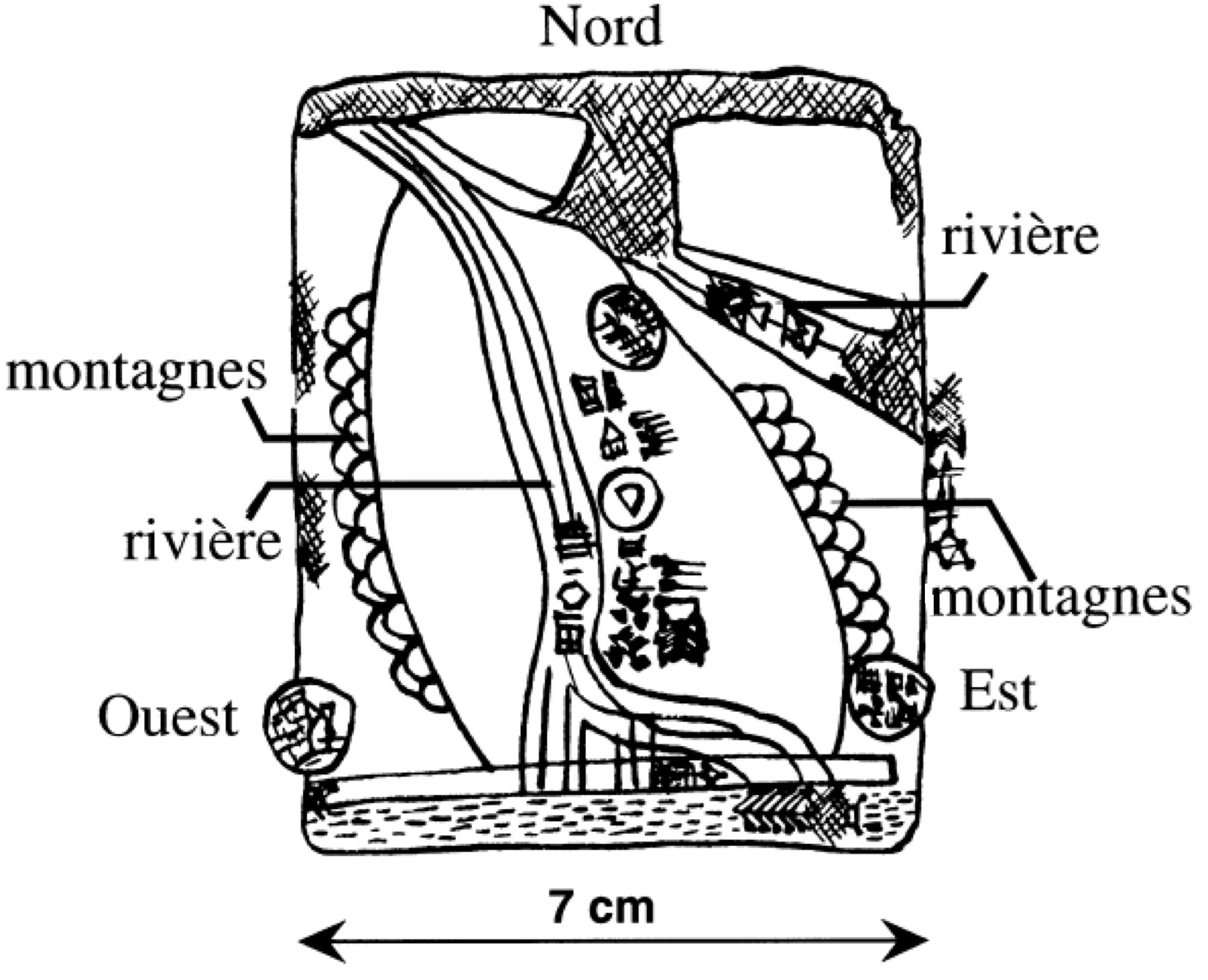
Esquisse explicative de la plus ancienne carte géographique connue (époque sumérienne, env. 2500 av. J.-C.)

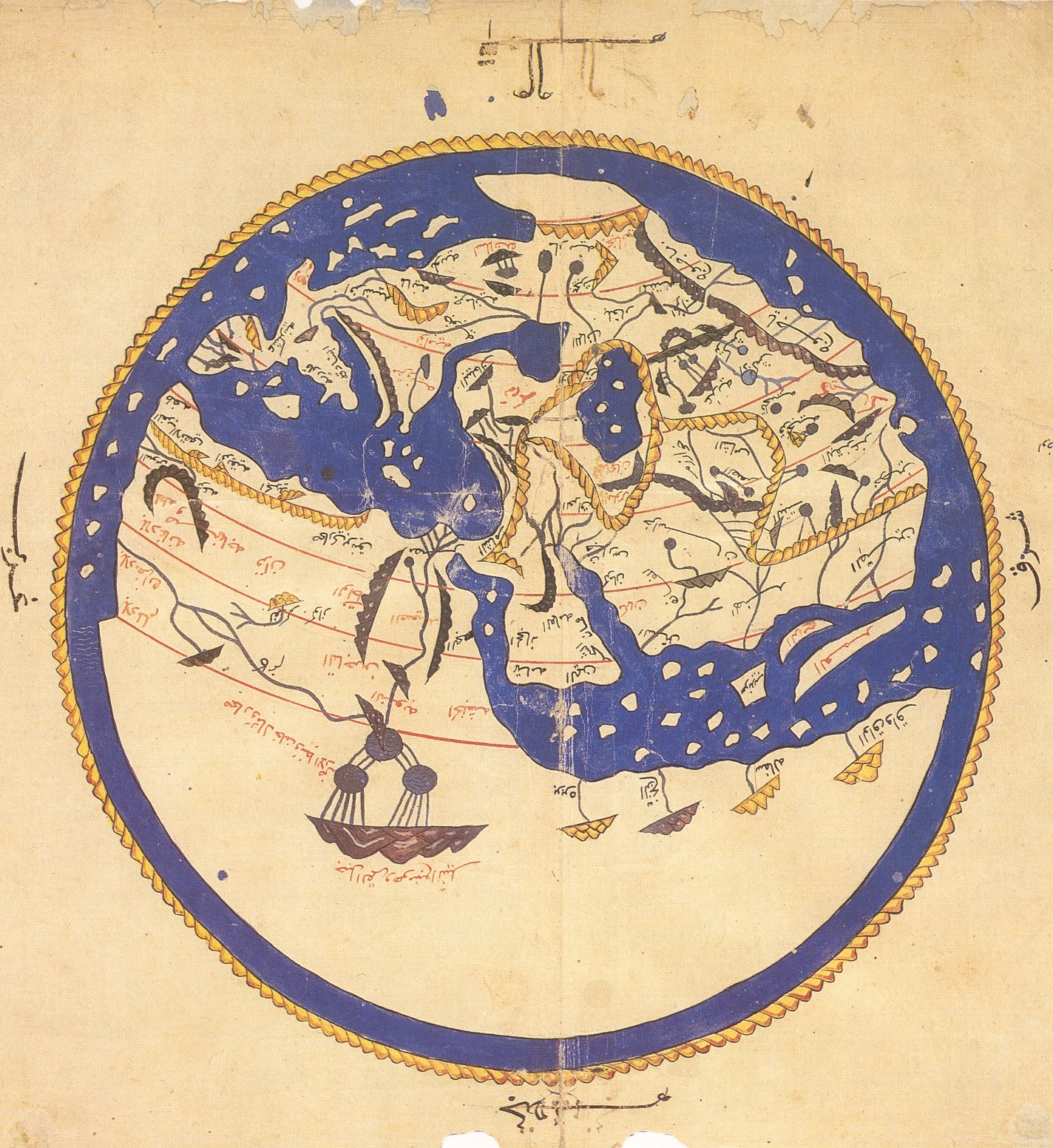
Carte mondiale datant de 1154 réalisée par Al Idrissi pour Roger II de Sicile (ici retournée à 180 °).

Tabula Rogeriana, dessiné par Muhammad al-Idrisi pour Roger II de Sicile (ici retournée à 180 °).

Une carte géographique est une représentation d'un espace géographique. Elle met en valeur l'étendue de cet espace, sa localisation relative par rapport aux espaces voisins, ainsi que la localisation des éléments qu'il contient. Les cartes servent également à représenter des phénomènes géographiques, c'est-à-dire des phénomènes dont la configuration spatiale produit du sens.
Les applications de ce type de représentation sont aussi variées que la navigation, l'aménagement du territoire, les études démographiques ou la communication. La discipline qui a pour objet la création et l'étude des cartes géographiques est la cartographie.

## Histoire

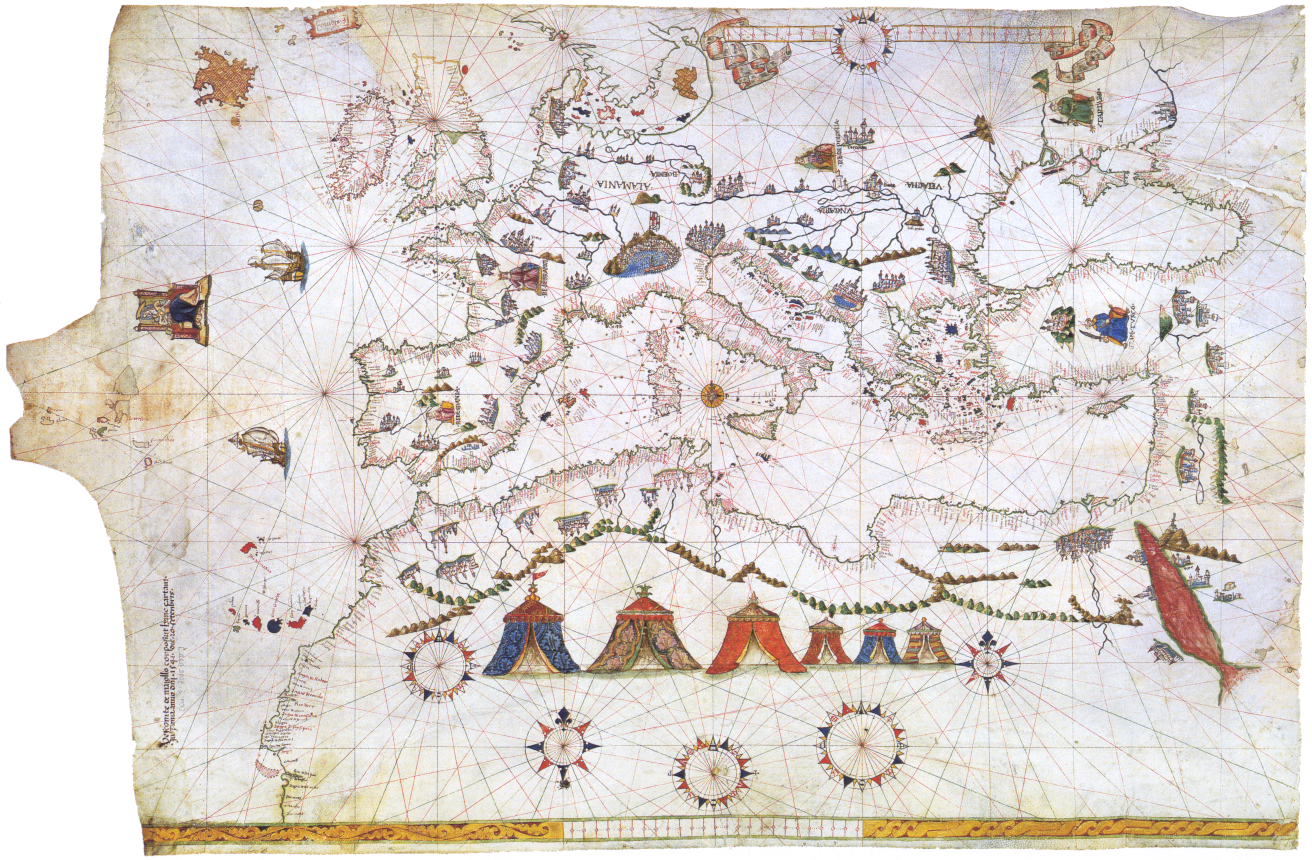
Un portulan de 1541

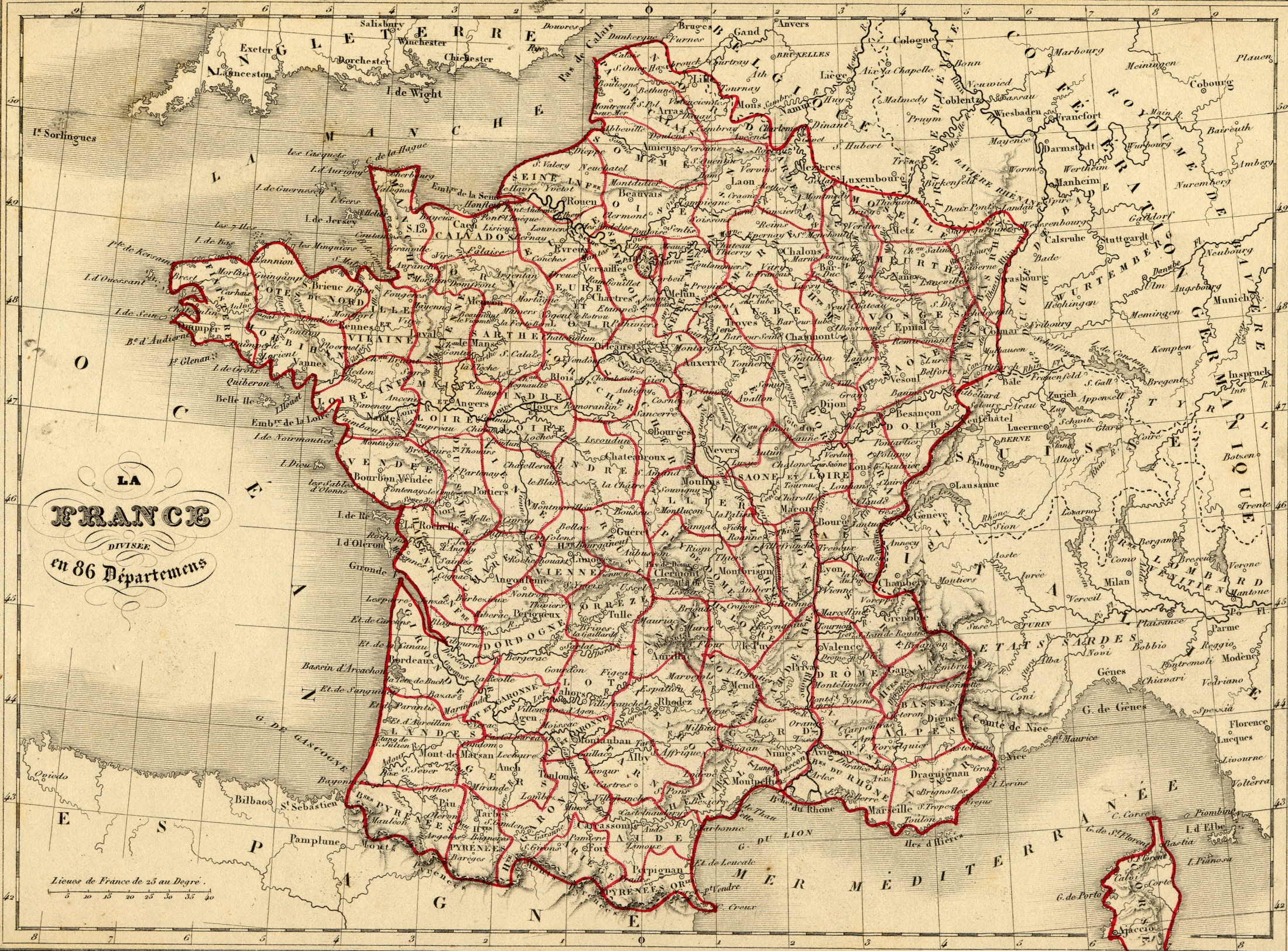
Carte de France de 1843

La plus ancienne carte connue remonte à 2600 av. J.-C. en Mésopotamie. Elle fut découverte sur le site de la Ville de Ga-Sur, sous la forme d'une tablette de terre cuite censée représenter une vision du territoire de l'actuel Irak du Nord.
Sous l’influence de la civilisation grecques, les bases scientifiques de la représentation du monde s’ébauchèrent. Pythagore et Aristote déduisirent la forme sphérique de la Terre, puis Ératosthène (276-194 av J-C) le premier calcula le rayon terrestre. La carte du monde qu’on lui attribue, mais dont ne connait que des interprétations décrirait les contours Méditerranéens, l’Europe, la Libye et esquisse le sous-continent indien, en utilisant méridiens et parallèles. Ptolémée au début de notre ère, compilera l’ensemble du savoir cartographie de l’Antiquité dans son ouvrage « La géographie » publié à Alexandrie, qui restera la base du savoir cartographique pour 14 siècles. Il invente également la première projection conique.
Les premières cartes sont établies au jour le jour, au fur et à mesure des explorations terrestres ou maritimes, et étaient complétées à la suite des nouvelles découvertes ; on trouve ainsi des cartes anciennes sur lesquelles des portions sont restées blanches.
À la fin du XIIIe siècle, les portulans apparaissent : ils représentent les ports de commerce, les amers (objets fixes et visibles servant de point de repère en mer ou sur la côte), les îles et les abris. Ces cartes, ancêtres des cartes marines, comportaient un réseau de lignes correspondant aux divisions de la rose des vents qui permettaient aux navigateurs d’évaluer les caps à la boussole. Issues et destinées à la navigation, les portulans ne détaillent pas l'intérieur des terres.
À partir des grandes découvertes, dès la fin du XVe siècle, sont développées les représentations par planisphères et mappemondes. La carte de Mercator (1569) porte le nom de son créateur et est une projection cylindrique adaptée à la navigation de l'époque en raison du fait que les méridiens y sont des lignes droites parallèles et les angles y sont conservés (la projection est dite conforme), ce qui permet de représenter comme une droite la courbe appelée loxodromie, soit la meilleure route maritime possible à l’époque. Toujours utilisée, la projection de Mercator est critiquée parce qu’elle ne conserve ni les distances ni les surfaces.
Jusqu'au XVIIIe siècle, la langue française utilise indifféremment les mots carte et mappe qui a donné le terme mappemonde ainsi que le vocable anglais map (carte). Ainsi l'administration du royaume de Piémont-Sardaigne réalise à la fin du XVIIIe siècle, dans le duché de Savoie, le premier cadastre européen appelé mappe sarde.
En France, Colbert amorça le premier projet de carte topographique du Royaume. Seulement 9 feuillets parurent en 1678. Mais il fallut attendre la fin du XVIIIe siècle pour trouver la première carte topographique complète du territoire, produite de manière systématique, la Carte de Cassini. Elle est dressée par quatre générations de cartographes tous issus de la famille Cassini, au XVIIIe siècle. Cette carte imposante comporte 181 feuilles au 1/86 400 qui, mises côte à côte forment un carré de 11 mètres de côté. Cette prouesse cartographique est entièrement réalisée par triangulation de 1756 à 1815.
En 1817, sous la Seconde Restauration, Laplace préconisa l’établissement d’une nouvelle carte de France au 1/50 000 qui ne fut achevée qu’en 1870, cette carte dite Carte de l'État-Major et s’avéra insuffisante techniquement dès sa sortie. On adopta alors la projection conforme de Lambert, toujours en usage aujourd’hui.

### Modernité
À partir de la Seconde Guerre mondiale, l’utilisation de la photo aérienne se généralise dans la production cartographique. Cependant le passage de la photographie à la carte est complexe : l'utilisation de la stéréoscopie puis de la photo-restitution (photogrammétrie) permet de corriger « les déformations du faisceau perspectif de la photographie et de le transformer en projection orthogonale ». L'avènement de la photo numérique rendra possible la production d'orthoimages, une photo projetée sur une surface géoréférencée, ce qui la rend directement superposable à une carte. Ce procédé nécessite de lier géométriquement les pixels de l’image à un modèle numérique de surface.
L'imagerie satellitaire viendra encore décupler ces possibilités avec l’avènement du programme Landsat en 1972 et l’essor de la géomatique, soit l’ensemble des opérations cartographiques réalisées par des ordinateurs.

## Description

### Étendue géographique

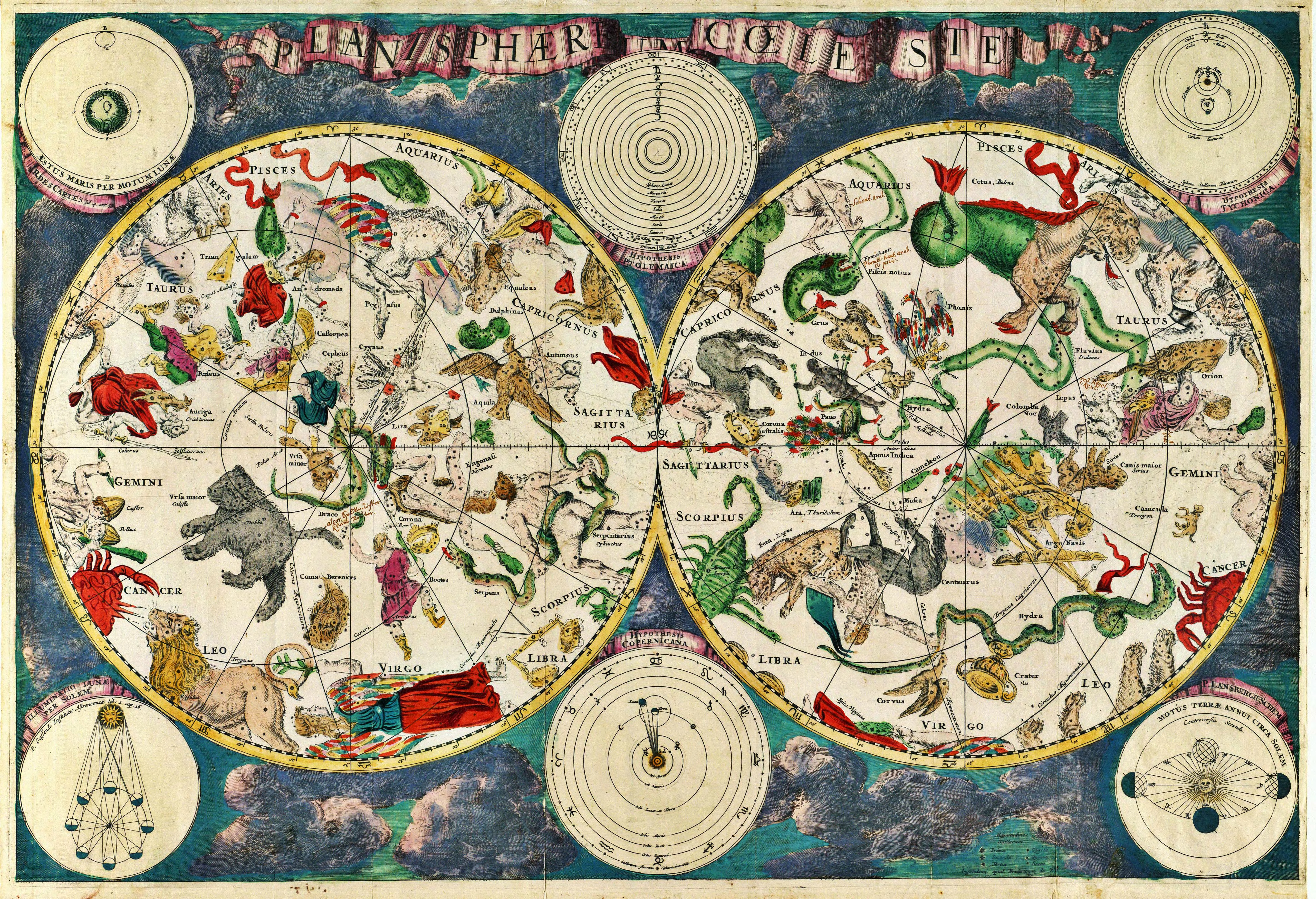
Carte céleste du XVIIe siècle, réalisée par le cartographe hollandais Frederik de Wit.

L'étendue géographique d'une carte peut être très restreinte comme très vaste. À un extrême se trouvent les plans d'architectes se limitant à l'emprise d'un bâtiment ou d'un ensemble de bâtiments ; à l'autre extrême se trouvent les cartes mondiales représentant l'ensemble du globe terrestre.
Une carte géographique peut représenter aussi bien la surface terrestre usuelle que les mers et océans, fonds marins, l'atmosphère, le sous-sol, un monde légendaire ou imaginaire.
Une carte géographique peut également représenter un espace géographique dans le passé, le présent ou le futur, ou extra-terrestre : carte du ciel, de la Lune, de planètes comme Mars ou Vénus.

### Types de carte
Les cartes géographiques peuvent être classée en trois types :
- les cartes topographiques, qui recensent et décrivent de façon précise et détaillée les éléments naturels du terrain, tel le relief, l’hydrographie en utilisant une symbologie conventionnelles : courbes de niveau, relief ombré, traits bleus pour représenter les cours d’eau. Dans ce type de carte, une attention particulière est accordée au positionnement précis des objets représentés[réf. nécessaire] ;
- les cartes chorographiques, qui ont l’ambition de décrire l’ensemble des [Quoi ?], et tout au moins d’en souligner les points remarquables, Elles représentent à la fois les éléments anthropiques (les villes, les routes, les frontières, les services publics) et les éléments naturels. Elles ont souvent recours à des icônes (pictogrammes, idéogrammes) en guise de symboles ponctuels, ou quelquefois à des numéros qui renvoient à un index. Les cartes politiques et touristiques sont de cet ordre ;
- les cartes thématiques, qui représentent généralement un phénomène unique. Contrairement aux précédentes, elles sont analytiques et explicatives[6]. On a recours par exemple des symboles ponctuels ou linéaires gradués en taille, des polygones hachurés de différents espacements, ou par exemple à des gradations de couleur pour représenter l’intensité d’un phénomène quantitatif (carte dite choroplèthe)[8]. On découpe habituellement les séries quantitatives en classes. Il existe diverses méthodes de discrétisation des classes (classes égales, progression géométrique, seuils naturels), ces méthodes renvoient à la cartographie statistique[4]. L’ensemble de ces procédés renvoie à l’idée de sémiologie graphique.

Du point de vue de la bibliothéconomie, les cartes géographiques se présentent comme des documents d’une seule feuille (des monographies), ou font partie d’une série de cartes. On parle alors de feuillets cartographiques (Arnaud, 2015). Ces feuillets sont répertoriés au sein de cartes index (anciennement appelés tableau d’assemblage qui représente la position relative des différents feuillets, avec par exemple la carte topographique du Québec au 1/20 000 qui comprend 2765 feuillets.

### Phénomènes cartographiés
Tout phénomène pouvant être localisé peut être représenté sur une carte géographique.
Une classification des cartes peut être établie par la nature des phénomènes cartographiés. Voici des exemples de types de cartes :
- carte géologique : affleurants du sous-sol ;
- carte hypsométrique : reliefs ;
- carte historique : phénomènes passés ;
- carte météorologique : phénomènes météorologiques ;
- carte pédologique : nature des sols ;
- carte politique : États et unités administratives composant ces États ;
- carte orohydrographique : relief et cours d'eau (carte orographique : relief ; carte hydrographique : cours d'eau) ;
- carte pédagogique : adaptée un enseignement précis ;
- carte routière : routes pour automobiles ;
- carte topographique : éléments du terrain ;
- carte touristique : infrastructures touristiques, éléments remarquables du paysage ;
- carte marine : tout objet (amer, signalisation, côte, etc.) utile à la navigation ;
- plan cadastral : propriété foncière ;
- plan local d'urbanisme (PLU), plan d'occupation des sols (POS) : règles d'utilisation des sols ;
- plan de prévention des risques : phénomènes prévisibles présentant des risques.

### Localisation
Les phénomènes identifiés sur une carte géographique peuvent être localisés de deux manières différentes :
- par positionnement direct. La position d'un phénomène est donnée par ses coordonnées. Ces coordonnées peuvent être calculées grâce à des outils graphiques tels que la rose des vents, l'échelle, un carroyage, une grille ou un cadre disposant des amorces d'une grille. Par exemple, les cartes modernes présentent couramment des repères permettant de localiser les coordonnées fournies par un équipement GPS ;
- par positionnement indirect. La position d'un phénomène peut être déduite de la position d'autres phénomènes. Par exemple : une ville peut être localisée par l'intersection d'une route et d'une rivière. Cette méthode de localisation est facilitée par la présence de points de repère. Ces derniers peuvent être des cours d'eau et des villes sur des cartes à petite échelle ou bien des points remarquables du paysage pour les cartes à plus grande échelle.

### Représentation

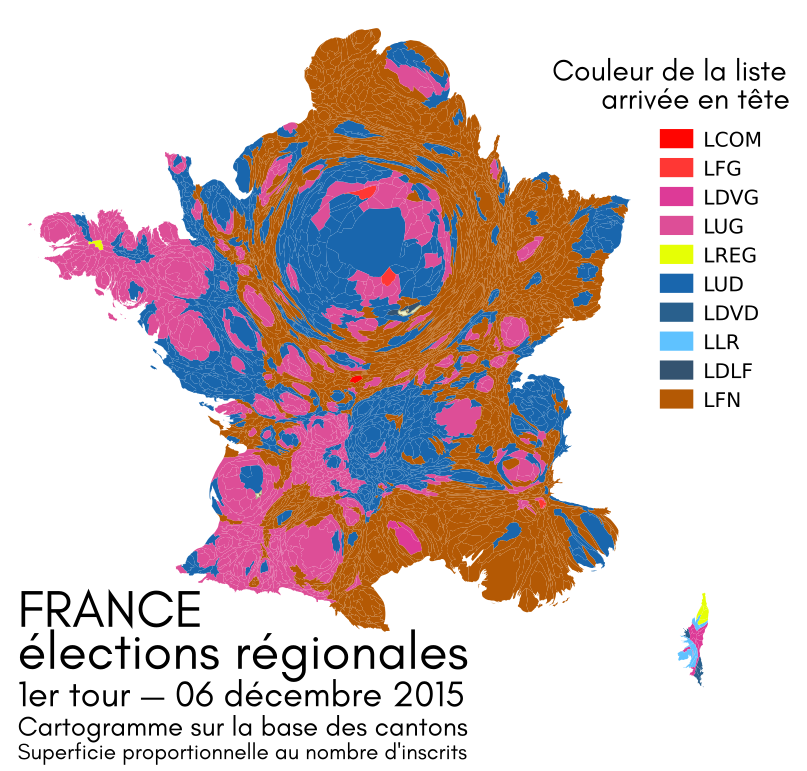
Représentation en anamorphose : cartogramme des listes en tête au premier tour par canton des élections régionales françaises de 2015.

Une carte géographique est une représentation. Elle s'inscrit dans une démarche de communication. Par conséquent, les conventions graphiques utilisées doivent être adaptées au lectorat ciblé et ne sont pas universelles. Elles ont évolué au cours du temps et continuent à évoluer en fonction de la culture des auteurs ou des lecteurs, de même que les unités de mesure (yard, coudée, verges, mètre, etc.). En effet, selon les pays et les domaines d'application les mêmes entités peuvent être représentées de manières différentes. Les conventions graphiques utilisées pour représenter les phénomènes sur une carte sont décrites dans sa légende (de).
Malgré les différences culturelles évoquées ci-dessus, les éléments graphiques suivants peuvent être trouvés sur une majorité de cartes géographiques :
- des surfaces représentant des phénomènes ayant une étendue : une forêt, une étendue d'eau, la zone d'impact d'une catastrophe par exemple ;
- des lignes représentant des phénomènes ayant une extension spatiale unidirectionnelle : une limite, un tronçon de réseau, un itinéraire par exemple. Sur certaines cartes, ces lignes peuvent prendre l'apparence de flèches pour symboliser un déplacement ;
- des symboles peuvent représenter des phénomènes tels que les marées et courants (flèches vectorielles) ainsi que la profondeur de l'eau, la position des bancs de sable, récifs, phares, etc. (cartes marines) ;
- des symboles représentant des phénomènes ponctuels tels qu'un arbre isolé sur une carte de randonnée, l'épicentre d'un séisme ou une ville sur une carte du Monde ;
- des textes permettant de préciser la nature d'autres éléments graphiques tels que ceux évoqués ci-dessus : le nom d'une forêt, d'un point d'eau, un numéro de rue, par exemple ;
- des ornements dont l'iconographie complète l'information topographique tels que des Amérindiens ou des castors sur les cartes de l'Amérique du Nord au XVIIe siècle[11].

Les progrès de l'informatique permettent maintenant de visualiser une carte avec une simulation « 3D » de relief, ou un ou plusieurs fonds de couches SIG, ou un assemblage d'images satellite en relief exacerbé (avec Google Earth, par exemple, qui est un logiciel permettant de survoler virtuellement tout le globe terrestre). Certains logiciels permettent de plonger dans l'eau ou sous le sol, dès lors que des bases de données ad hoc, décrivant ces zones sont disponibles.

### Support des cartes
Traditionnellement les cartes géographiques sont représentées sur un support plan. Quand la représentation concerne tout le globe terrestre, on parle alors d'un planisphère ou d'une mappemonde. Cependant, d'autres supports peuvent être utilisés :
- un globe terrestre ;
- carte en relief : un support en relief représentant l'altitude et la hauteur des éléments constituant le site représenté ;
- carte dématérialisée : une carte sur ordinateur ou équipements électroniques embarqués (systèmes d'aide à la navigation par exemple) ;
- vue 3-D : une représentation en 3 dimensions, à l'aide d'outils informatiques, prenant en compte l'altitude ou la hauteur des phénomènes cartographiés.

## Utilisations sociales
Bien que la principale utilisation des cartes géographiques soit le voyage, elles sont également beaucoup employées à des fins administratives: des cartes telles que les cadastres ou les plans d'urbanisme servent à exercer un contrôle sur un territoire par un pouvoir réglementaire.

#### Cartes anciennes
- Figure de la Terre dans l'Antiquité
- Carte en T
- Table de Peutinger
- Portulan
- Mapa Mundi de Beatus de Liébana, une carte du VIIIe siècle

#### Techniques
- Géodésie
- Projection cartographique
- Représentation cartographique de données statistiques
- Chartplotter